# Siyyid Kázim
Siyyid Káẓim, o Sayyid Kāẓim bin Qāsim al-Ḥusaynī ar-Rashtī (1793 – 1843), fu il successore di Shaykh Ahmad al-Ahsa'i, il fondatore dello Shaykhismo, e diresse il movimento fondato dal suo predecessore fino alla morte.
Siyyid Káẓim, che proveniva da una famiglia di ricchi mercanti, era un mullā. Dopo avere studiato gli Scritti islamici, sia lui che il suo predecessore preannunciavano ai loro discepoli la venuta  del Mahdi e il ritorno di Gesù, spiegando loro come riconoscerlo.
Dopo la sua morte, 1843, dei suoi discepoli andarono in cerca del "preannunziato". Tra quei ricercatori un gruppo di diciotto persone riconobbe nel Báb il Promesso Mahdi preannunziato dai loro Maestri spirituali.